# Fiera delle Grazie

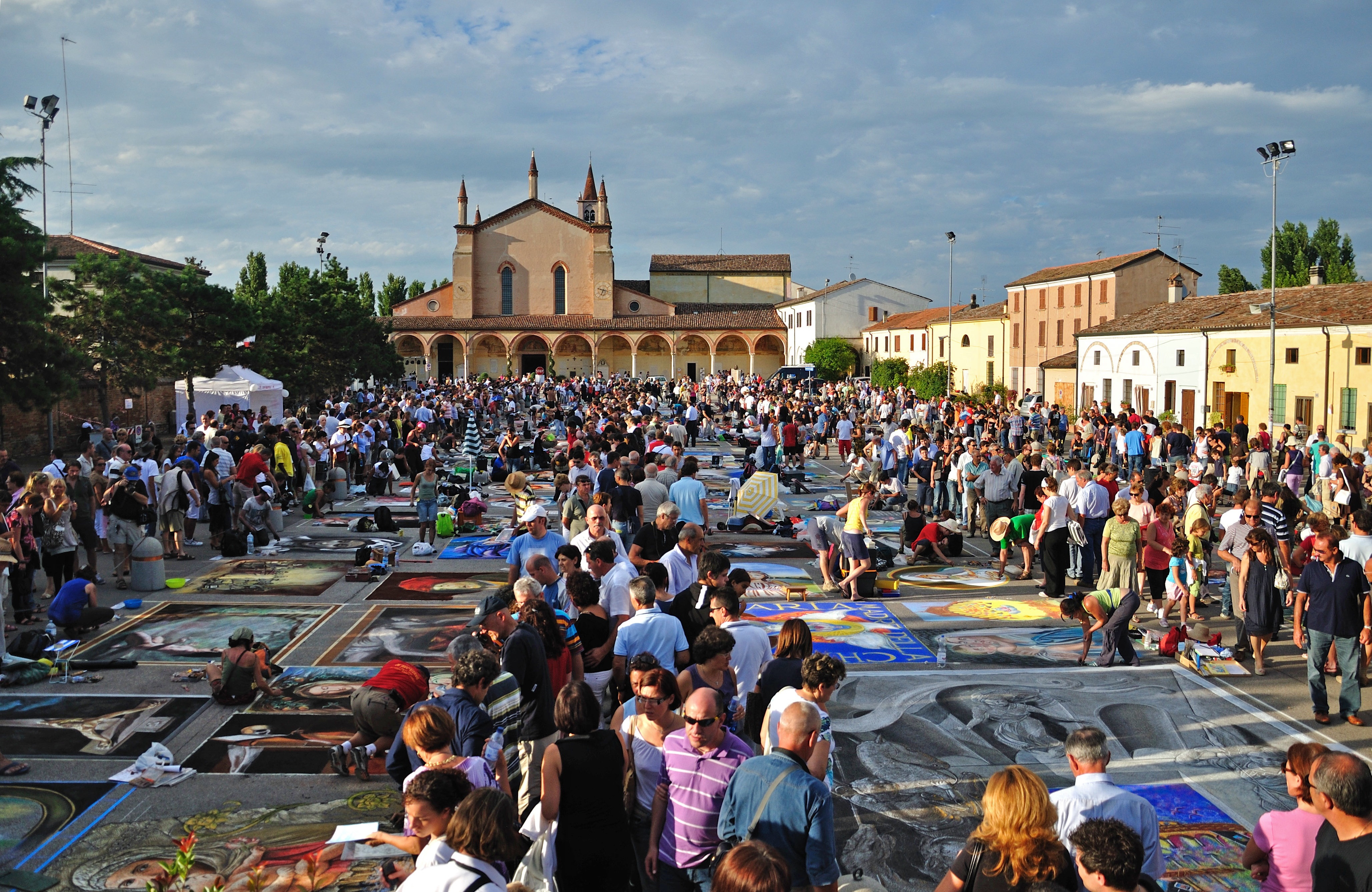
Madonnari a Grazie

La fiera delle Grazie  è un'antica manifestazione popolare che si svolge annualmente a Grazie, frazione del comune di Curtatone, in provincia di Mantova. Nacque per celebrare l'Assunzione di Maria, il 15 di agosto e si svolge davanti al Santuario della Beata Vergine, edificato da Francesco I Gonzaga, capitano del popolo di Mantova, nel 1399.

## Storia

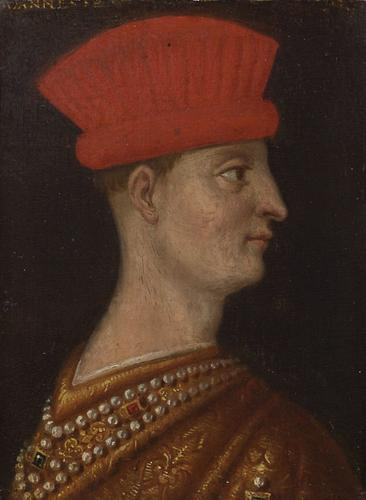
Gianfrancesco Gonzaga.

Secondo la tradizione, l'istituzione della fiera avvenne l'11 agosto 1425, per volere del marchese di Mantova Gianfrancesco Gonzaga. Dal 1563 il duca Guglielmo Gonzaga portò i giorni di festeggiamento da tre a nove, permettendo anche il commercio libero.
Dal 1973 durante la fiera si svolge anche l'Incontro Nazionale dei Madonnari, provenienti da tutta Italia e da numerosi stati esteri.

## Tradizione
Durante lo svolgimento della fiera è tradizione consumare tonnellate di cotechino della Grazie, servito con il pane fresco tipo rosetta e annaffiato con lambrusco.